# Costești (gmina w okręgu Vâlcea)
Costești – gmina w Rumunii, w okręgu Vâlcea. Obejmuje miejscowości Bistrița, Costești, Pietreni i Văratici. W 2011 roku liczyła 3244 mieszkańców.